# Bruno Campos
Pour les articles homonymes, voir Campos.
Bruno Campos est un acteur brésilien né le 3 décembre 1973 à Rio de Janeiro (Brésil). Il se fit connaître en interprétant notamment Quentin Costa, un chirurgien plasticien qui épaule Sean McNamara et Christian Troy dans la série télévisée Nip/Tuck, à partir de la troisième saison.
Il a décidé, au début des années 2010, d'abandonner le métier d'acteur pour devenir avocat. Il est désormais associé au sein du cabinet new yorkais Covington & Burling LLP

## Filmographie

### Cinéma

#### Court métrage
- 2005 : Blue Moon de Stacey K. Black : Fiorio
- 2005 : Cold Feet de Sheelin Choksey : Joe

#### Long métrage
- 1995 : O Quatrilho de Fábio Barreto : Massimo
- 2001 : Mimic 2 : Le Retour ! (Mimic 2) (vidéo) de Jean de Segonzac : Inspecteur Klaski
- 2003 : Dopamime : Winston
- 2005 : Crazylove d'Ellie Kanner : Michael
- 2009 : La Princesse et la Grenouille (The Princess and the Frog) de Ron Clements et John Musker : Prince Naveen (voix originale)
- 2009 : Wake d'Ellie Kanner : Varrnez

### Télévision

#### Téléfilm
- 2002 : Miss Miami
- 2006 : The Wedding Album : Tony Zutto
- 2008 : Night Life : Dr Steve Larouche

#### Série télévisée
- 1996 : Você Decide (saison 5, épisode 10 : Marcas do Passado) : Basílio
- 1997 : Le Dernier Parrain (The Last Don) (saison 1, épisode 01) : Jimmy Santadio
- 1997 : Total Security (saison 1, épisode 01 : Une équipe de choc)
- 1997 : Susan! (saison 1, épisode 20 : A Boy Like That) : Carlos Rivera
- 1997 : Nés à Chicago (saison 1, épisode 06 : Infrequent Flyers) : Raoul
- 1998 : Cybill (saison 4, épisode 22 : Don Gianni) : Gianni
- 1998 - 2000 : Jesse (Jesse) (42 épisodes) : Diego Vasquez
- 2001 : Leap Years (20 épisodes) : Joe Rivera
- 2001 : Resurrection Blvd. : Joseph Marquez
  - (saison 1, épisode 19 : Un Pacto con el Diablo)
  - (saison 1, épisode 18 : La Visita)
  - (saison 1, épisode 17 : Lagrimas en el Cielo)
- 2003 : Urgences : Dr Dorset
  - (saison 9, épisode 13 : La Bonne Action)
  - (saison 9, épisode 20 : Affaires étrangères)
  - (saison 10, épisode 03 : Chère Abby)
  - (saison 10, épisode 04 : Une nuit sans fin)
  - (saison 10, épisode 05 : Loin de l'Afrique)
- 2003 : Will et Grace (Will & Grace) (saison 5, épisode 18 : Les Chaperons : Amour, plumeau et lutte de classes - 4e partie) : Anton
- 2004 : The D.A. : Dep. Dist. Atty. Mark Camacho
  - (saison 1, épisode 01 : The People vs. Sergius Kovinsky)
  - (saison 1, épisode 02 : The People vs. Patricia Henry)
  - (saison 1, épisode 03 : The People vs. Oliver C. Handley)
  - (saison 1, épisode 05 : The People vs. Achmed Abbas)
- 2004 : Boston Justice (saison 1, épisode 07 : Une balle dans le cœur) : A.D.A. Mark Wills
- 2004 - 2005 : Nip/Tuck (16 épisodes) : Quentin Costa
- 2006 : Cold Case : Affaires classées (Cold Case) (saison 4, épisode 09 : Lune de miel) : Ramon Delgado
- 2008 : Les Experts (CSI: Crime Scene Investigation) (saison 9, épisode 02 : La vie est un songe) : Randy Hopper
- 2009 : Private Practice (saison 3, épisode 15 : Amours prématurés) : Dr Scott
- 2009 : Royal Pains : Charlie Casey
  - (saison 1, épisode 09 : À cheval sur les principes)
  - (saison 1, épisode 10 : Desyntox)
  - (saison 1, épisode 11 : Panique en haute mer)
  - (saison 1, épisode 12 : Mariage et Désenvoûtement)
- 2009 : Castle (saison 1, épisode 04 : Sexe, Scandale et Politique) : Calvin Creason
- 2009 : Numb3rs (saison 5, épisode 14 : De l'or aux pieds) : Randall Nespola
- 2010 : The Cleveland Show (saison 2, épisode 09 : La Bière de l'espoir) (voix)
- 2010 : The Closer : L.A. enquêtes prioritaires (saison 6, épisode 05 : Attrape-cœur) : Dr Luis Navarro
- 2010 : Ghost Whisperer (saison 5, épisode 13 : Les Démons de minuit) : Vernon Dokes

## Jeu vidéo
- 2011 : Kinect Disneyland Adventures : Prince Naveen (voix)